# ヤムドク湖
ヤムドク湖（チベット文字：ཡར་འབྲོག་གཡུ་མཚོ་; ワイリー方式：yar-'brog g.yu-mtsho; 蔵文拼音：Yamzhog Yumco、中国語: 羊卓雍錯）は、中華人民共和国チベット自治区山南市ナンカルツェ県にある湖で、ナムツォ（納木錯）、マーナサローヴァル湖と共にチベット三大聖湖と呼ばれる。最近はラサの観光の候補地として、訪れる人が多い。

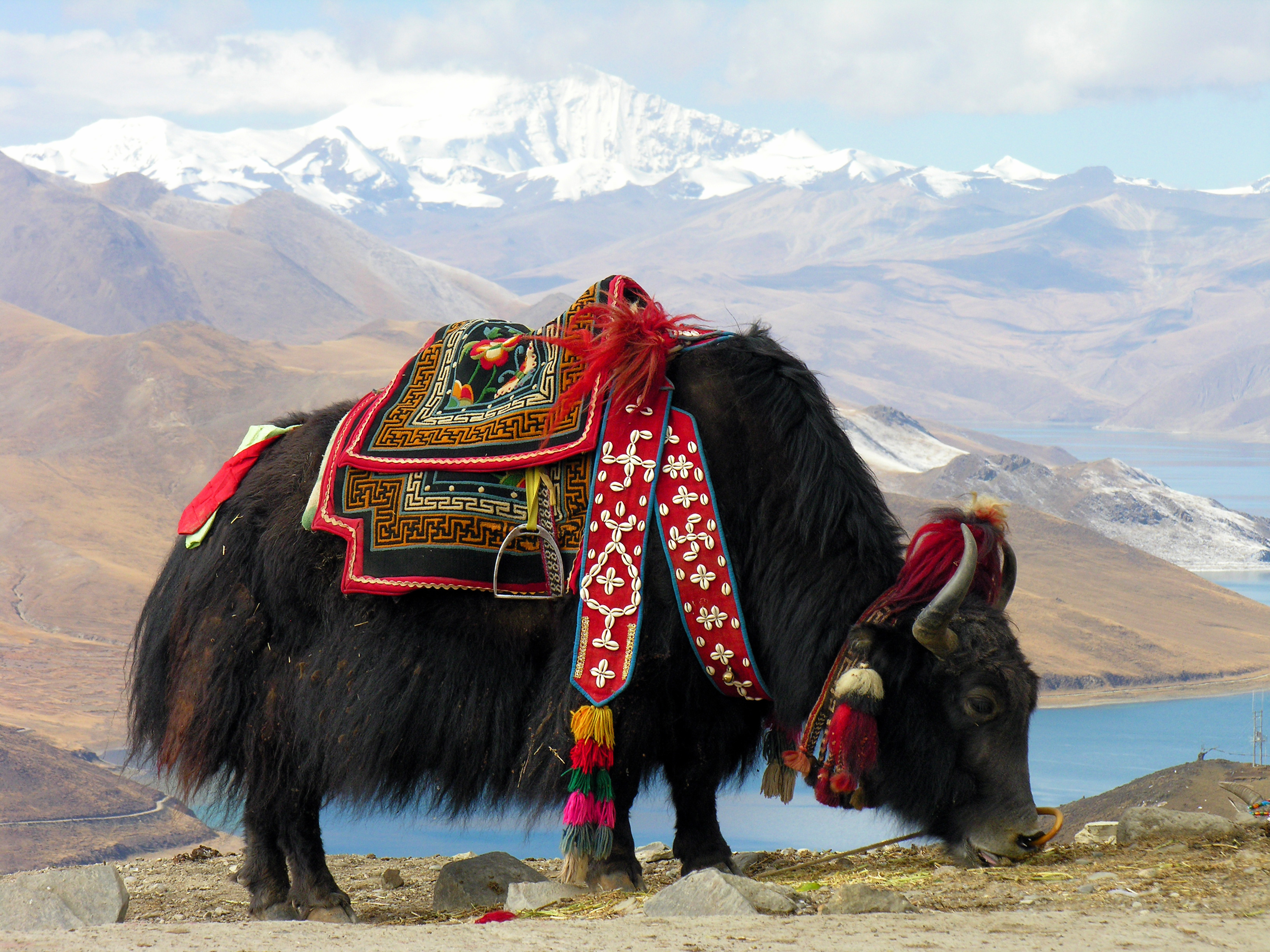
チベットのヤク、ヤムドク湖近くにて

## 交通
ラサから西へ国道G318号線をチュシュ（曲水）へ来たところで、左へ曲がり（S307）、ヤルンツァンポ川を渡り、渡ったところで右（西）へ行き（左はラサ国際飛行場行き）、まもなく雄大なつづら折れを登り、頂上がカムパ・ラ峠で、ここからヤムドク湖を見下ろせる。湖畔に下り、湖沿いにさらに西へ行くと、ギャンツェに達する道である。